# Enfermedad de injerto contra huésped
La enfermedad de injerto contra huésped (EICH, o GVHD por la siglas en inglés de Graft-Versus-Host-Disease) es una complicación médica común en determinados alotrasplantes de tejidos. Se asocia principalmente al trasplante de células pluripotenciales hematopoyéticas, comúnmente denominado trasplante de médula ósea. En última instancia esta complicación es debida a que las células inmunes presentes en el tejido trasplantado reconocen al receptor del trasplante (el hospedador) como "extraño". Las células inmunes trasplantadas una vez activadas atacan a las células del receptor causando la enfermedad. En algunas ocasiones puede presentarse la enfermedad de injerto contra huésped después de una transfusión sanguínea.

## Causas
De acuerdo al criterio de Billingham, tienen que presentarse consecuentemente tres circunstancias para que se produzca la manifestación de la EICH.
- La administración de un injerto inmunocompetente, con células inmunes viables y funcionales.
- Que el receptor sea inmunológicamente incompatible con el tejido trasplantado.
- Que el receptor se encuentre inmunocomprometido por lo que no es capaz de destruir o inactivar las células trasplantadas.

Luego de un trasplante de médula, los linfocitos T presentes en el injerto pueden atacar los tejidos del receptor al reconocerlos como extraños. Estos linfocitos T producen un exceso de citocinas entre las que se incluyen el TNF-α y el IFN-γ. Los desencadenantes de esta reacción pueden ser un gran número de antígenos presentes en las células del receptor, entre los que se incluyen por ejemplo los antígenos leucocitarios humanos (HLAs). Sin embargo la enfermedad de injerto contra huésped puede presentarse incluso en aquellos casos en los que donante y receptor son, desde el punto de vista de los HLAs, idénticos, ya sean hermanos o no tengan ninguna relación de parentesco. A menudo esta reacción es consecuencia de otros antígenos menores, llamados por eso mismo antígenos menores de histocompatibilidad, que al ser presentados ante las células trasplantadas por el complejo mayor de histocompatibilidad de las células del receptor, provocan la activación de las células T recién llegadas y desencadenan una respuesta inmune.
Aunque la enfermedad de injerto contra huésped es un aspecto negativo de las células T trasplantadas, estas poseen también varios aspectos muy positivos entre los que se cuentan la capacidad para prevenir que los restos del sistema inmune del receptor rechacen la médula donada. Adicionalmente, como el trasplante de médula ósea se utiliza frecuentemente para tratar algunos tipos de leucemias, las células T trasplantadas han demostrado poseer una valioso efecto injerto contra tumor. Una gran parte de las actuales investigaciones en cuanto a trasplantes alogénicos de médula ósea se encuentran orientadas a tratar de separar los efectos indeseables de la fisiología de los linfocitos T, de aquellos que son considerados sumamente valiosos tales como el efecto injerto contra tumor.

## Tipos
En el ambiente clínico, la enfermedad de injerto contra huésped se suele dividir de acuerdo a su presentación en las formas aguda y crónica.
- La forma aguda o fulminante de la enfermedad se observa usualmente en los primeros 100 días posteriores al trasplante,[2] y es un desafío mayor en el manejo del paciente trasplantado ya que se encuentra en gran medida relacionada con la morbi-mortalidad postrera.[3]
- La forma crónica  normalmente se presenta a partir de los 100 días postrasplante. La aparición de casos de severidad moderada a grave se encuentra inversamente relacionada con la supervivencia a largo plazo del paciente trasplantado.[4]

Esta distinción no es arbitraria: las manifestaciones agudas y crónicas parecen involucrar a diferentes subpoblaciones de células inmunes, diferentes perfiles de citocinas, diferentes dianas antigénicas en el huésped, y responden de manera diferente al tratamiento.

## Manifestaciones clínicas
En el sentido clásico, la enfermedad de injerto contra huésped se caracteriza por el daño selectivo a los tejidos del hígado, piel y mucosas, y al tracto gastrointestinal. Investigaciones recientes indican que otros órganos diana de la enfermedad incluyen al tejido hematopoyético y sistema inmune (médula ósea y timo) como así también pulmones, causando una forma idiopática de neumonitis. La enfermedad crónica ataca también estos órganos, pero con el correr del tiempo aparecen daños también en el tejido conectivo y glándulas exocrinas
La forma aguda de la EICH que actúa sobre el tracto gastrointestinal puede provocar una severa inflamación intestinal, desprendimientos de la membrana mucosa, diarrea severa, dolor abdominal, náuseas y vómitos. Por lo general se diagnostica por medio de una biopsia intestinal. La EICH hepática se puede evaluar en los pacientes agudos por medio de los niveles de bilirrubina. La EICH dérmica provoca una erupción maculopapular difusa, algunas veces en un patrón similar a un bordado en encaje.
Tanto en la forma aguda como en la forma crónica de la EICH puede aparecer daño en la mucosa de la vagina, lo que causa dolor severo y escarificaciones. Esto puede provocar una incapacidad para mantener relaciones sexuales.
La forma aguda de la EICH se clasifica en etapas de acuerdo al grado de compromiso: generalizada (piel-hígado-intestino) o con el compromiso de cada órgano evaluado en cuatro etapas de 1 a 4. Los pacientes con EICH de grado IV por lo general tienen una prognosis mala. Si la EICH es lo suficientemente grave como para requerir un tratamiento inmunosupresor intensivo, tanto con esteroides como otros agentes quimioterápicos, el paciente puede desarrollar infecciones lo suficientemente severas como para causarle la muerte.
En la cavidad oral, la EICH se manifiesta como liquen plano en la mucosa con un alto riesgo de transformación maligna hacia carcinoma de células escamosas bucal. El cáncer oral asociado a EICH presenta un comportamiento más agresivo con peor pronóstico que los mismos tipos de cáncer en personas no trasplantadas.

## EICH asociada a transfusión
Este tipo de EICH se encuentra asociada a la transfusión de sangre que se suele hacer sobre pacientes inmunocomprometidos cuando no se inactiva con radiación el material a ser transfundido. También puede ocurrir cuando el donante de sangre es homocigota y el receptor es heterocigota para un haplotipo de los antígenos leucocitarios humanos. Esta última tiene una muy alta mortalidad asociada (80-90%) debida a la participación del tejido linfoide de la médula ósea, aunque las manifestaciones clínicas son similares a las de la EICH que ocurre por trasplante de médula. La EICH asociada a transfusiones es muy rara en la medicina moderna. En su mayor parte se puede prevenir irradiando en forma controlada los productos sanguíneos. La irradiación tiene por cometido el inactivar el ADN de toda célula nucleada presente en el volumen de sangre; los glóbulos blancos y entre ellos los linfocitos.

## En trasplantes de timo
Se podría decir que el trasplante de timo es capaz de producir un tipo especial de EICH, debido a que los linfocitos T del receptor del trasplante utilizan a las células del timo del donante como moldes para su desarrollo a través de la selección negativa. Este proceso normalmente evita el reconocimiento de autoantígenos, pero en el caso del trasplante de timo esto puede conducir al error de que los propios linfocitos T del receptor, al no ser negativamente seleccionados, reconozcan a estructuras propias como si fueran ajenas. También se trata de un tipo de EICH indirecta, ya que no son las células trasplantadas las directamente responsables, sino que el trasplante hace que las propias células T del receptor se comporten como si fueran foráneas. Se ha visto un efecto de autoinmunidad con blanco en múltiples órganos en experimentos de xenotrasplante de timo entre diferentes especies. La enfermedad autoinmune es una complicación frecuente luego de un trasplante alogénico de timo humano, encontrándose en un 42% de los trasplantados luego de transcurrido un año del trasplante. Sin embargo, esto se explica parcialmente por la propia indicación para este tipo de trasplante, que es en casos de síndrome de DiGeorge completo. El síndrome aumenta el riesgo de enfermedad autoinmune.

## Prevención
- La tipificación de tejidos basados en secuenciación de ADN permite una caracterización mucho más precisa de las coincidencias entre los antígenos HLA de receptor y donante, lo cual ha demostrado reducir la incidencia y severidad de la EICH y por lo tanto incrementar la supervivencia a largo plazo.[10]
- Los linfocitos T de sangre de cordón umbilical (SCU) son, por su propia naturaleza, inmaduros[11] y el uso de células madre de SCU en trasplantes de donante no emparentado posee una incidencia y severidad de EICH mucho menor.[12]
- Comúnmente se utilizan drogas inmunosupresoras tales como Metotrexato, ciclosporina y tacrolimus en la profilaxis de EICH.
- La enfermedad de injerto contra huésped puede ser en gran medida evitada si se utiliza médula ósea de la cual se ha eliminado la mayor parte de los linfocitos T. Sin embargo, este tipo de trasplantes presentan la desventaja de un efecto injerto contra tumor disminuido, un mayor riesgo de falla del trasplante, una mayor probabilidad de reaparición del cáncer,[13] además de una inmunodeficiencia general, lo que resulta en un paciente más susceptible a infecciones virales, bacterianas y fúngicas. En un estudio realizado en varios centros de estudio, la supervivencia en pacientes libres de la enfermedad a los tres años del trasplante no es diferente entre aquellos que recibieron médula con y sin linfocitos T.[14]

## Tratamiento de la EICH
El tratamiento estándar para la enfermedad es la administración intravenosa de glucocorticoides tales como la prednisona, tanto en su forma aguda como crónica. La terapia con estos glucocorticoides se orienta a suprimir la respuesta inmune mediada por células T en los tejidos, sin embargo, estos corticoides en alta dosis conllevan el riesgo desarrollo de infecciones incontrolables y facilitan la reaparición del cáncer. Por lo tanto, es deseable disminuir los altos niveles de esteroides administrados inmediatamente postrasplante a niveles más bajos tan pronto sea posible, en cuyo punto la aparición de una forma de EICH leve puede resultar terapéutica, especialmente en aquellos casos de no coincidencia de antígenos HLA, ya que se asocia normalmente con un importante efecto injerto contra tumor.

## Terapias en etapa de investigación
Hay un gran número de ensayos clínicos en desarrollo o recientemente completados en el área de nuevos tratamientos para la enfermedad de injerto contra huésped, así como en su prevención.